# El cónsul de Sodoma
Pour plus de détails, voir Fiche technique et Distribution.
El cónsul de Sodoma est un film espagnol réalisé par Sigfrid Monleón, sorti en 2009.

## Synopsis
La vie du poète Jaime Gil de Biedma.

## Fiche technique
- Titre : El cónsul de Sodoma
- Réalisation : Sigfrid Monleón
- Scénario : Miguel Ángel Fernández, Jaime Gil de Biedma, Joaquín Górriz, Sigfrid Monleón et Miguel Dalmau d'après son roman
- Musique : Joan Valent
- Photographie : José David Montero
- Montage : Pablo Blanco
- Production : JoAnn Cabalda Banaga et Andrés Vicente Gómez
- Société de production : Infoco, Radio Plus, Steinweg Emotion Pictures, Televisió de Catalunya, Televisión Española et Trivisión S. L.
- Pays :  Espagne
- Genre : Biopic, drame et romance
- Durée : 110 minutes
- Dates de sortie : 
  -  Espagne : 17 décembre 2009 (Madrid), 8 janvier 2010

## Distribution
- Jordi Mollà : Jaime Gil de Biedma
- Bimba Bosé : Bel
- Àlex Brendemühl : Juan Marsé
- Josep Linuesa : Carlos Barral
- Isaac de los Reyes : Toni
- Isabelle Stoffel : Colita
- Marc Martínez : Víctor Anglada
- Manolo Solo : Meler
- Juli Mira : Don Luis
- Vicky Peña : Doña Luisa
- Alfonso Begara : Luis
- Carmen Conesa : Marquesa
- Biel Duran : Enrique
- Susana Fialho : Joaquina
- Rosa Boladeras : Yvonne
- Sara Diego : Yvonette
- Cristóbal Suárez : Benjamín
- Blanca Suárez : Sandra
- Isak Férriz : Pep
- Othello Rensoli : Jimmy Baldwin
- Luis Hostalot : l'inspecteur Creix
- Paco Catalá : le sous-inspecteur Garrido
- Miguel Mota : Luis Hermano
- Olga Esteban : Ani
- Raquel Gribler : Mercedes
- Patxi Barko : l'avocat Demandante
- Esther Regina : Conchita
- Chuen Lam : l'avocat Chino
- Juan Khun : le traducteur Chino
- Aurora Cayero : la Gitane
- Sandra Mur : Carmina
- Antonio Navarro : Manuel
- Rafael Rojas : Federico
- Manuel Sánchez Ramos : Alberto
- Javier Coromina : Oriol Regàs
- Jemi Paretas : Xavier Miserachs
- Emily Behr : Eve Marx
- Francisco Olmo : Dr. Raventós
- Christophe Miraval : Dr. Francés
- Carlos Olalla : Juez
- Daniel Fuster : Marido Bel
- Quim Lecina : le directeur du théâtre Lliure
- Anabel Montemayor : la secrétaire Seix Barral

## Distinctions
Le film a été nommé pour cinq prix Goya